# Micrulia tenuilinea
Micrulia tenuilinea är en fjärilsart som beskrevs av W. Warren 1896. Micrulia tenuilinea ingår i släktet Micrulia och familjen mätare. Inga underarter finns listade i Catalogue of Life.